# Ucoverpoort

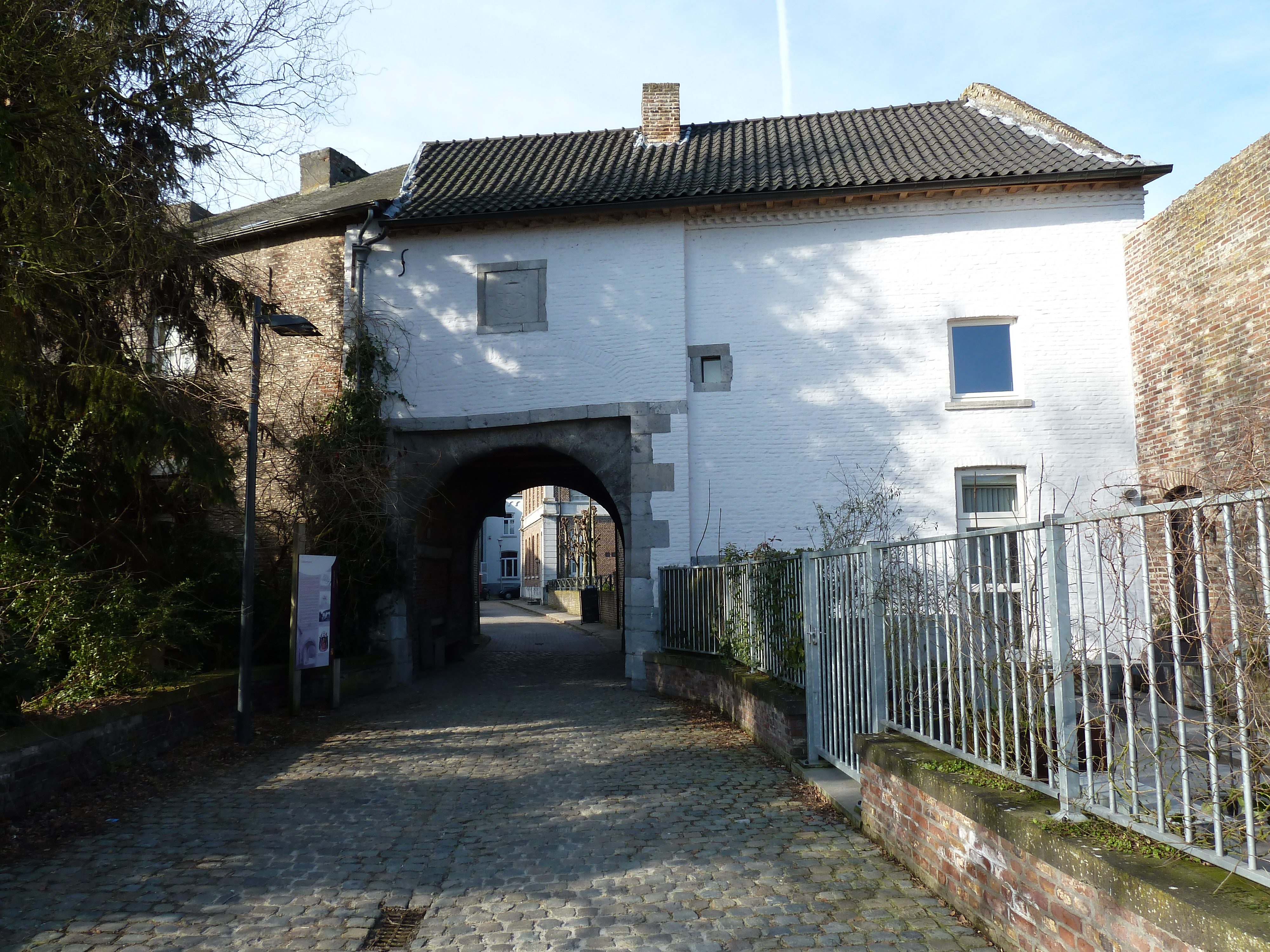
De poort

De Ucoverpoort is een stadspoort in de straat Oude God in Oud-Rekem in de Belgische provincie Limburg. De poort verschafte toegang tot het dorp vanuit Uikhoven.
De poort (ook wel Uikhoverpoort, Maaspoort of Poort Ter Weyden genoemd) werd, tezamen met de stadsomwalling en de aangrenzende drossaardwoning, gebouwd in 1630. Het is de enige van 5 poorten in het dorp die overgebleven is. De poort is versierd met arduinsteen en bevat een wapenschild van de adellijke familie D'Aspremont Lynden. Aan de voorzijde bevindt zich nog de uitsparing voor de ophaalbrug over de Ziepbeek.
Sinds 1969 is het gebouw beschermd als monument.